# Имени XXIII съезда КПСС (кимберлитовая трубка)
Кимберли́товая тру́бка «и́мени XXIII съе́зда КПСС» — кимберлитовая трубка в Мирнинском районе Якутии. Трубка «имени XXIII съезда КПСС» приурочена к Западному региональному разлому и располагается в 14 км южнее трубки «Мир».

## История
8 апреля 1966 года геологами Ботуобинской экспедиции Е. И. Борисом, Н. М. Гороховым, П. Д. Трофименко и Б. И. Страховым при заверке магнитной аномалии в 14 км к юго-западу от трубки «Мир» было открыто первое в Малоботуобинском алмазоносном районе полностью погребённое месторождение алмазов — трубка «Имени XXIII съезда КПСС». С открытием месторождения начался новый этап в истории алмазопоисковых работ — поиски месторождений, залегающих под толщей перекрывающих отложений.
Трубку отработали и законсервировали, в карьере глубиной в 125 м устроили отстойник минерализованных вод рудника «Интернациональный».

## Геология
Кимберлитовая трубка полностью перекрыта нижнеюрскими кластическими отложениями мощностью 12-20 м. Размер трубки на поверхности 120×80 м, форма овальная, длинная ось ориентирована на северо-запад. В верхней части разреза трубка имеет крутопадающие контакты, которые уже на глубине 100 м заметно выполаживаются. На глубине 150 м тело принимает дайкообразную форму. Соотношение длинной и короткой осей тела меняется от 1,6:1 на поверхности до 4,5:1 на глубине 150 м.
Рельеф трубки под осадками юры неровный, в южной части наблюдается отчётливо выраженная возвышенность с превышением кимберлитов на 10-12 м над поверхностью вмещающих пород. Перекрывающие породы слагают своеобразную антиклинальную складку. Формирование подобных бугров трактуется как результат медленного «внедрения» тела кимберлита при увеличении его объёма.
Трубка прорывает горизонтально залегающие терригенно-карбонатные отложения нижнего палеозоя. В северо-восточной части трубки под юрскими отложениями сохранилась древняя кора выветривания мощностью 8-12 м.
Алмазоносность кимберлитов исключительно высокая, распределение алмазов в пределах монолитного кимберлита относительно равномерное. Содержание алмазов в коре выветривания кимберлитов более чем в 6 раз выше, чем в плотном кимберлите. Среди алмазов трубки преобладают октаэдры. Подавляющее большинство кристаллов алмазов невыветрелых кимберлитов бесцветно, в то время как в коре выветривания этих пород преобладают алмазы, окрашенные в цвет морской волны. Окраска алмазов имеет эпигенетическую природу и уходит при огранке.

## Топографические карты
Лист карты P-49-XVII,XVIII. Масштаб: 1 : 200 000. Указать дату выпуска/состояния местности.